# 에스키모 (영화)
에스키모(Eskimo)는 미국에서 제작된 W.S. 밴 다이크 감독의 1933년 영화이다. 에드가 디어링 등이 주연으로 출연하였고 헌트 스트롬버그 등이 제작에 참여하였다.

## 출연

### 주연
- 에드가 디어링
- 에드워드 헌
- 조 소여
- W.S. 밴 다이크

## 제작진
- 원작자: Peter Freuchen